# Bund Freies Deutschland
Der Bund Freies Deutschland war eine kurzlebige Partei in West-Berlin. Sie wurde im Oktober 1973 gegründet und auf Funktionärsebene hauptsächlich von ehemaligen SPD-Mitgliedern getragen. Als Symbol benutzte er das Brandenburger Tor, dessen Säulen durch die Initialen der Partei gebildet wurden.
Der Bund Freies Deutschland zeichnete sich durch eine starke Gegnerschaft zur Ostpolitik Willy Brandts aus. Der BFD trat ab Mai 1974 verstärkt öffentlich in Erscheinung. Vorsitzender war Ernst Scharnowski. Prominente Unterstützer der Partei waren Gerhard Löwenthal, Axel Springer und Matthias Walden sowie die russischen Dissidenten Wladimir Bukowski und Wladimir Maximow. Im Wahlkampf wurde die Partei auch von Franz Josef Strauß unterstützt.
Der BFD trat nur bei der Wahl zum Abgeordnetenhaus von Berlin 1975 an und erreichte dort mit 3,4 % der Stimmen einen Achtungserfolg, aber scheiterte dennoch an der 5-%-Sperrklausel. Neben Scharnowski waren an der Gründung Beteiligte die Schriftstellerin Margarete Buber-Neumann, der bereits 1974 verstorbene Geographie-Professor Karl Krüger. Führende Funktionäre und namhafte Wahlkandidaten des BFD waren der pensionierte Leiter der Bundesanstalt für Materialprüfung Professor Maximilian Pfender (ehem. CDU), Walter Jaroschowitz (ehem. SPD) und der seit 1971 für die SPD im Abgeordnetenhaus von Berlin sitzende und zum BFD übergetretene Orthopäde Karl-Heinz Drogula. Die Partei verfügte somit bereits bei Wahlantritt über ein Mandat im Berliner Landesparlament. Weitere prominente Mitglieder waren der Journalist und vormaliges SPD-Mitglied Fritz Schenk als Pressesprecher sowie die ehemaligen SPD-Politiker Franz Seume und Willy Bartsch. Weiterhin trat in Absprache mit dem Bundesvorsitzenden Dietrich Bahner der Berliner Landesverband der Deutschen Union zum BFD über. Sympathien bekundeten Hamburgs ehemaliger Erster Bürgermeister Herbert Weichmann und der Charlottenburger Bezirksbürgermeister Roman Legien.
Im Wahlkampf, der in seiner Endphase ganz im Zeichen der Entführung des CDU-Spitzenkandidaten Peter Lorenz durch die Bewegung 2. Juni drei Tage vor dem Wahltermin stand, hatte der BFD 50.000 DM Belohnung – zusätzlich zu den 100.000 DM von offizieller Seite – für sachdienliche Hinweise, die zur Ergreifung der Täter hätten führen können, ausgesetzt.
In der Folge des verpassten Einzugs ins Abgeordnetenhaus traten einige Mitglieder in die CDU Berlin über, auch kam eine Zusammenarbeit mit der Aktionsgemeinschaft Vierte Partei, in der nationalliberale Positionen vorherrschten, nicht zustande und die Partei löste sich in der Folge auf. Karl-Heinz Drogula wurde 1990 Vorsitzender des Westberliner Landesverbands der neu gegründeten DSU.